# Maor
Maor is een bestuurslaag in het regentschap Lamongan van de provincie Oost-Java, Indonesië. Maor telt 1123 inwoners (volkstelling 2010).